# 巡回裁判所
巡回裁判所（じゅんかいさいばんしょ、英: circuit court）とは、英米法またはコモン・ロー制度を採用するイングランド、アイルランド、アメリカ合衆国等に存在する裁判所の一種である。日本でも明治時代やアメリカ統治下の沖縄で設置されていた。
裁判所が未整備な時代に判事が各地を巡回（Circuit）して法廷を開いたことから名づけられた。現在でも第二審ないしは日本の地方裁判所レベルの裁判所の名称として用いられることが多い。

## アメリカ合衆国
アメリカでは連邦と州のそれぞれに「巡回」の名称を用いる裁判所があり、西部劇に登場する多くの法廷場面は、州司法権下で郡単位で開かれた巡回裁判のものである。州の住民に提供するサービスが司法や治安などに限られた時代、時には酒場等の場を借りて巡回裁判の法廷が開かれた町村は、その名を「郡名＋Courthouse（裁判所の意）」とする例もあった。南北戦争の戦場・史跡として名を残すアポマトックス・コートハウス（バージニア州アポマトックス郡）はその一つであり、他にもSpotsylvania Courthouse（バージニア州スポットシルベニア郡）などの例がある。
かつての連邦の巡回裁判所は合衆国控訴裁判所(United States Court of Appeals)と名称が変更されたが、その管轄区域を指す語として「巡回区」(Circuit)の名が残っており、巡回裁判所(Circuit Court)の名で呼ばれることがある。
また、特許や関税などに関する控訴裁判所の一つとして連邦巡回区控訴裁判所(United States Court of Appeals for the Federal Circuit)がある。

## 中国
中華人民共和国では辺境を巡回する裁判官が存在する。地域によっては車両が通行できず馬に道具を乗せて移動するため「馬上法廷」とも呼ばれている。

## 日本
日本では大審院を設置した当初の、1875年（明治8年）5月19日から1877年（明治10年）2月29日まで巡廻裁判所を設けていた。
巡廻裁判は各上等裁判所（控訴院の前身）より管下府県へ派出し、府県裁判所（地方裁判所の前身）の権限の外の死罪の事件を判断した。
小早川欣吾はこの上等裁判所が巡回裁判を行う制について英国の巡回裁判所 (A Court of assize) の制を模倣したものではないかと推測している。
各巡廻裁判の各地方に至るのは1年に2次を定則とした。ただし非常の事件は例外とした。
上等裁判所長は巡廻の緩急を詳にし或いは交代の規則を定め、司法卿に稟請してこれを派遣する。
重罪事件の多い地方では3次、4次の巡廻も司法省の判断に任され適宜処分することができた。ただし東京・大阪等の格段劇繁の地はなお例外処分の見込みを立てて伺うべきこととされた。
府県裁判所に於いて犯罪を下調べしてその証拠を得、その死罪の可能性があるものは案を具えて巡廻に至るのを待つ。
各上等裁判所管下の広狭に因て、2道若しくは3道に分かち、各道に裁判官2員（判事1員、判事補1員）を派す。
各府県の判事は巡廻裁判の法廷に列席して巡廻裁判官とともに3員の定数に充てることができる。巡廻判事は訴訟上は官等に拘らず府県判事の上席とした。
結審したら巡廻判事より審案を大審院に送呈し、大審院が批可して、府県裁判所に下し決行させた。大審院の批可を乞う文書にはその裁判に列する地方塡補の判事と連署させた。また、このときその審案を一応できるだけ派出検事へ照会させた。
巡廻裁判官が各府県に滞留するのに予め日数を限らず、当該府県の重罪の多少に従う。
1875年（明治8年）9月25日には巡廻裁判について、当分の内は府県裁判所で罪案・証拠・擬律案を具し上等裁判所へ差し出し、上等裁判所に於いて審案検査し、罪跡明白であって巡廻再審が必要ないものは直ちに大審院の批可を請い、原府県裁判所へ還付し決行させることになった。
1875年（明治8年）10月25日に地方兼任判事に事故があり巡廻裁判への列席が難しく成ったときはやむを得ず、判事補または代理官を以て定員に充てることとした。

### 上級裁判所との関係
死罪の事件の裁判は上等裁判所の権任とし、各上等裁判所の判事及び判事補を合わせて2人を派出し管内を巡廻して裁判した。
- 上級裁判所の長は管内巡廻裁判所の便宜を料理することを掌る[16]。
- 上級裁判所の判事は管内府県を巡廻して各所で死罪の事件を裁判することを掌る[17]。
- 上級裁判所の判事補は判事に従い巡廻裁判の列に充てる[17]。

### 府県裁判所との関係
府県裁判所は、死罪は文案・証拠を具え被告人を拘置して巡廻裁判を待つ。